# ベネズエラ人
ベネズエラ人（ベネズエラじん、スペイン語: Venezolanos）は、ベネズエラの国民、あるいはベネズエラの国籍を保有する人のこと。

## 概要
ベネズエラ人の多くはヨーロッパ人、アフリカ人、アメリカ先住民をルーツとし、カトリック教徒でスペイン語を話す人が圧倒的に多い。
ベネズエラ人の51.6%は白人と先住民との混血のメスティーソである。また、自分自身を白人と認識しているベネズエラ人は全人口の43.6%で、黒人と認識しているのが3.6%、先住民と認識しているのが3.2%である。
ベネディクト・アンダーソンは、自著『想像の共同体』で「南アメリカの新生共和国が、かつてはそれぞれ、一六世紀から一八世紀にかけて行政上の単位」であり、イベリア半島出身者によって形成された南アメリカにおける行政単位は偶然的・恣意的なものであったが、それでもやがてベネズエラ人もコロンビア人もエクアドル人も、自国に愛着を寄せるようになったことを指摘している。

## 歴史

### 先コロンブス期まで
先コロンブス期以前にも人類が現在のベネズエラを含む現在のアメリカ大陸に流入していたが、当時の人々は文字を持たなかったため、最初にこの地に居住した民族のに関する記録を探すのは困難であった。しかし、考古学的な調査により、当時どのようなことが行われた。
現在のベネズエラに人類が初めて定住したのは約1万6千年前で、アマゾン川流域・アンデス山脈・カリブ海などから先住民が流入したとされる。
約1万5千年前には現在の東アジアから人々が移り住んだ（後のインディアン）。彼らはまず北アメリカに到達し、その後、現在のベネズエラなどの南アメリカへ移動した。その子孫たちは明らかにそこでの気候や生活様式に対応できるアジア人の特徴を持っている。
この時代には多くの哺乳類の動物が5000年前に起きた異常気象により亡くなった。結果、内陸にいた人たちは食料を求めて海岸沿いの地域や近くの島へ移動した。
先コロンブス期には、アラワク人・カリブ人・インディヘナが居住していた。

### 植民地化
1498年8月2日、クリストファー・コロンブスとスペインの植民地開拓者の船がアメリカ大陸へ到達し、現在のベネズエラにも上陸した。先住民による反乱もあったが、スペインによる征服は順調に進んだ。その後、ヨーロッパ系の白人、先住民、さらにアフリカから奴隷として連れてこられた黒人による混血が進み、現在のベネズエラ人の基礎が形成された。18世紀には、白人、先住民、黒人による混血の「褐色人種」がベネズエラで最も多い人種となり、全人口の60%を占めた。
植民地化の時代、ベネズエラには「ペニンスラ・ホワイツ」（半島の白人）というイベリア半島出身の白人が15%おり、上位の地位を独占していた。スペイン人の両親の下ベネズエラで生まれた「クレオール」という白人グループもおり、人口の20%を占め主に小規模の貿易商を行った。先住民と黒人は全人口の約5％に過ぎなかった。

### 現代
ヨーロッパ人、先住民、アフリカ人、アジア人、アラブ人やその他多様な人種により、現在のベネズエラという国家やベネズエラ人の基礎が出来上がった。
多くの先住民は白人との混血が進みメスティーソに吸収されたが、現在でも50万人以上の先住民がベネズエラ国内に居住しており、85以上の独特な文化を持っている。
ヨーロッパ系のベネズエラ人は主にスペイン人入植者をルーツに持つが、他にも20世紀中ごろベネズエラで石油産業が盛んになった時に、ポルトガル人、イタリア人、ドイツ人、アメリカ人なども多く移り住んできた。少数ではあるが、第二次世界大戦と冷戦時にはフランス人、イギリス人、ポーランド人、ギリシア人、北欧人、ルーマニア人、ウクライナ人、ハンガリー人なども流入した。1940年代には、スペイン内乱から逃れてきた人々も多かった。
その他にはアジア人やレバノン出身者を中心とする中東人、シリア人、アラブ人、南スペイン出身のユダヤ人、イスラエル人、中央ヨーロッパの国々の人、中国や日本などの東アジア人、ドミニカ人、ハイチ人、キューバ人、ペルー人、アルゼンチン人、ウルグアイ人、チリ人、エクアドル人、コロンビア人などがいる。また、他国からの難民の流入により、労働力（非正規雇用者）が増加した。

## ベネズエラ人の特徴
ベネズエラの人口はおよそ2800万人（2011年現在）である。国の総人口ブラジル、メキシコ、コロンビア、アルゼンチン、ペルーに次いでラテンアメリカで6番目に多く、また100万人を超えるベネズエラ人（総人口の4～6%）が国外に住んでいる。
90%を超える人たちが都市部に住んでおり、この数字は世界平均を大きく超えている。また、識字率は98%であり、これも世界平均を大きく超えている。人口増加率は世界平均をわずかに超えている程度である。
現在のベネズエラ人は若者が多いが、これは近年の乳幼児死亡率の低下が主な原因とされている。全人口に占める14歳以下の割合は30%に達する一方、65歳以上の人はわずか4%である。

### 人種・民族
評論家のD'Ambrosioや他の研究者によれば、現在のベネズエラ人の51.6%は混血のメスティーソやムラートで、45%が白人、2%が黒人、1%が先住民だという。
研究者の間には、ベネズエラには近年の移民とその子孫を除き「純粋な黒人」はまったく存在しないという説があり、アフリカ系のルーツを持つ人が多く住むバルロベントではそれを確認することができる。
2008年にブラジリア大学で行われた常染色体の研究によると、ベネズエラ人の遺伝子構成は、ヨーロッパ系が60.60%で、アメリカ先住民系が23%で、アフリカ系が16%とされている。

#### メスティーソ
メスティーソは白人と先住民の混血を指し、全人口の半分以上を占める（約51.6%）。

#### ヨーロッパ系ベネズエラ人
ヨーロッパ系ベネズエラ人はベネズエラの人口のほぼ半分を占めている。
多くはスペイン人をルーツに持ち、ほぼ半数がベネズエラ北部にあるオリノコ川流域の都市部であるカラカス都市圏、マラカイボ、バレンシア、en:Lecheria、バルキシメト・en:Cabudare、en:Colonia Tovar、en:Punto Fijoやアンデス山脈周辺、マルガリータ島、アラヤ半島に住んでいる。

#### アフリカ系ベネズエラ人
アフリカ系ベネズエラ人の多くは16世紀前半にやって来た黒人奴隷をルーツに持ち、全人口の3.6%を占めている。現在でもかつて奴隷が多く住んでいた地域に集中しており、Eastern Falcon州のAroa Valley、Litoral varguense、Sur del Lago地区のGibraltar、Bobures、Palmaritoに特に多い。また、植民地時代に奴隷が逃亡して山間部や人里離れたところにコミュニティーを作った地域（Acevedo、Andrés Bello、Brión、Buroz、Páez地区、Sierra de Falcón、Barlovento地区、Ocumare de La Costa、Choroní、El Callao、Paria Penisula、Los Llanosなど）にも多く住んでいる。

#### 先住民
スペインによる征服以前には、現在のベネズエラに多くの先住民が住んでいた。現在でも50以上の先住民グループがベネズエラに住んでおり、アラワク語などを話す。先住民が住む地域はベネズエラの面積の半分を占めているが、純粋な先住民は全人口の2%程度に過ぎない。オリノコ川流域南部およびオリノコ川河口のデルタ地帯、アプレ、スリアなどに多く住む。
エスノローグのデータベースにはベネズエラの言語として101の言語が登録されており、そのうちの80が実際に話されている。

#### アラブ・中東系ベネズエラ人
アラブ人のベネズエラへの移住は19世紀から20世紀にかけて始まった。彼らは主にレバノン、シリア、パレスチナからやって来た。現在のアラブ・中東系のベネズエラ人は主に都市部とマルガリータ島に居住しており、国の全人口の約5%を占めている。
イスラエルへの移住は、アメリカ合衆国や他の国々のユダヤ教徒と同様、多くのベネズエラ人ユダヤ教徒が選ぶ。
Venezuelan Institute of Statisticsによると、約100万人のベネズエラ人がシリアにルーツを持ち、一方2万人以上のベネズエラ人がダマスカスのベネズエラ大使館に登録されている。他の資料によると約6万人のシリア系ベネズエラ人がシリアに住んでいるとされる。シリアのスワイダー出身の20万人以上の人がベネズエラ市民権をもっており、その多くが100年以上前にベネズエラへ移住してきたドゥルーズ派の人々である。

#### アジア系ベネズエラ人
アジア系では、中国、インド、日本からの移民とその子孫が多い。最初の移民の波は1847年に始まり、主に広東人であった。2番目の波は1940年代と1950年代の初めにあり、中国人や日本人が移民して来た。アジア諸国からの移民はベネズエラの石油産業の隆盛と共に1970年代中盤にピークに達し、インド人移民（多くはカリブ諸国のインド系住民）がベネズエラで新しい移民グループを形成した。アジア系はベネズエラ全人口の約1%を占めている。ベネズエラは、アメリカ大陸の中で中国人が4番目に多い国である。

### 宗教
2011年国勢調査によると、ベネズエラ人の88.3%はキリスト教徒で、内訳は71%がカトリック、17%がプロテスタントで、残りがモルモン教などである。特に宗教を信仰していないベネズエラ人は9%で（内訳は無神論者が2%、不可知論者または無宗教が6%、わからないまたは無回答が1%）、ほぼ3%の人たちがその他の宗教を信じている（そのうちの1%はサンテリア）。